# Кощегулов, Шаймардан
Шаймардан Кощегулов (каз. Шаймерден Қосшығұлұлы; 1869 (1870), Балықты (Қоғам ауылы), Акмолинская область, Котуркульская волость, Кокчетавский уезд — 1932 год, Ақсары ауылы, Исилькульский район Сибирский край) — казахский общественный деятель, депутат Государственной думы Российской империи I и II созывов от Акмолинской области.

## Биография
Происходит из рода аксары племени кереи. Учился в Науанском хазирете, Бухарском медресе. Обучался в Кокчетавском и Петропавловском медресе. В 1903 году с формулировкой приговора «за агитацию среди киргизского населения на религиозной почве» был сослан на 5 лет в Якутскую область.
Был освобождён после издания Манифеста 17 октября 1905 года. Выступал против введения гражданского суда у казахов и сторонником суда шариата. Занимался скотоводством, владел книжным магазином русско-мусульманских книг и периодических изданий в Кокчетаве. Пользовался большим уважением местного населения.

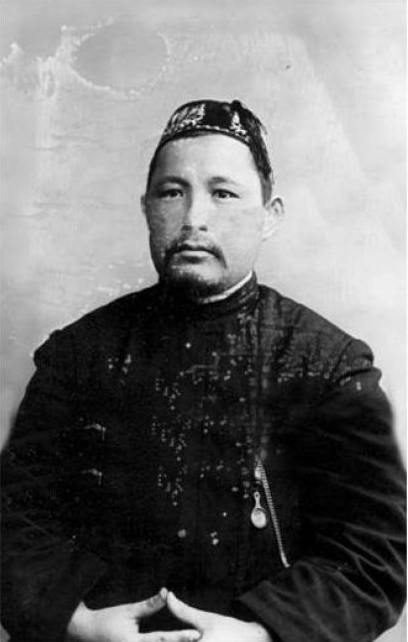
Шаймардан Кощегулов, около 1907.

15 июня 1906 года избран депутатом Государственной думы I созыва от казахского населения Акмолинской области 94 голосами «за» из 118 выборщиков. Однако областная избирательная комиссия Акмолинской области опротестовала выборы, так как по мнению комиссии Кощегулов плохо владел русским языком. Однако из-за непродолжительного времени существования I Думы кассировать выборы не успели.
В 1907 году был избран депутатом Государственной думы II созыва, в которой его полномочия как депутата были признаны, несмотря на ещё одну попытку кассировать выборы. Будучи депутатом Государственной думы принимал участие в работе мусульманской и сибирской групп.
На рубеже 1920-х и 1930-х годов проживал в ауле № 1 Энбекшильдерского района Акмолинской губернии КирАССР. 4 мая 1931 года был арестован Петропавловским оперсектором, а 14 января 1932 года осуждён особым совещанием при Коллегии ОГПУ по статье 58-10, 58-11 УК РСФСР и приговорён к 3 годам высылки. Умер в 1932 году на станции Марьяновка Сибирского края (ныне — в составе Омской области).
Был реабилитирован посмертно 19 сентября 1989 года Кокчетавской областной прокуратурой на основании Указа Президиума Верховного Совета СССР от 16 января 1989 года.

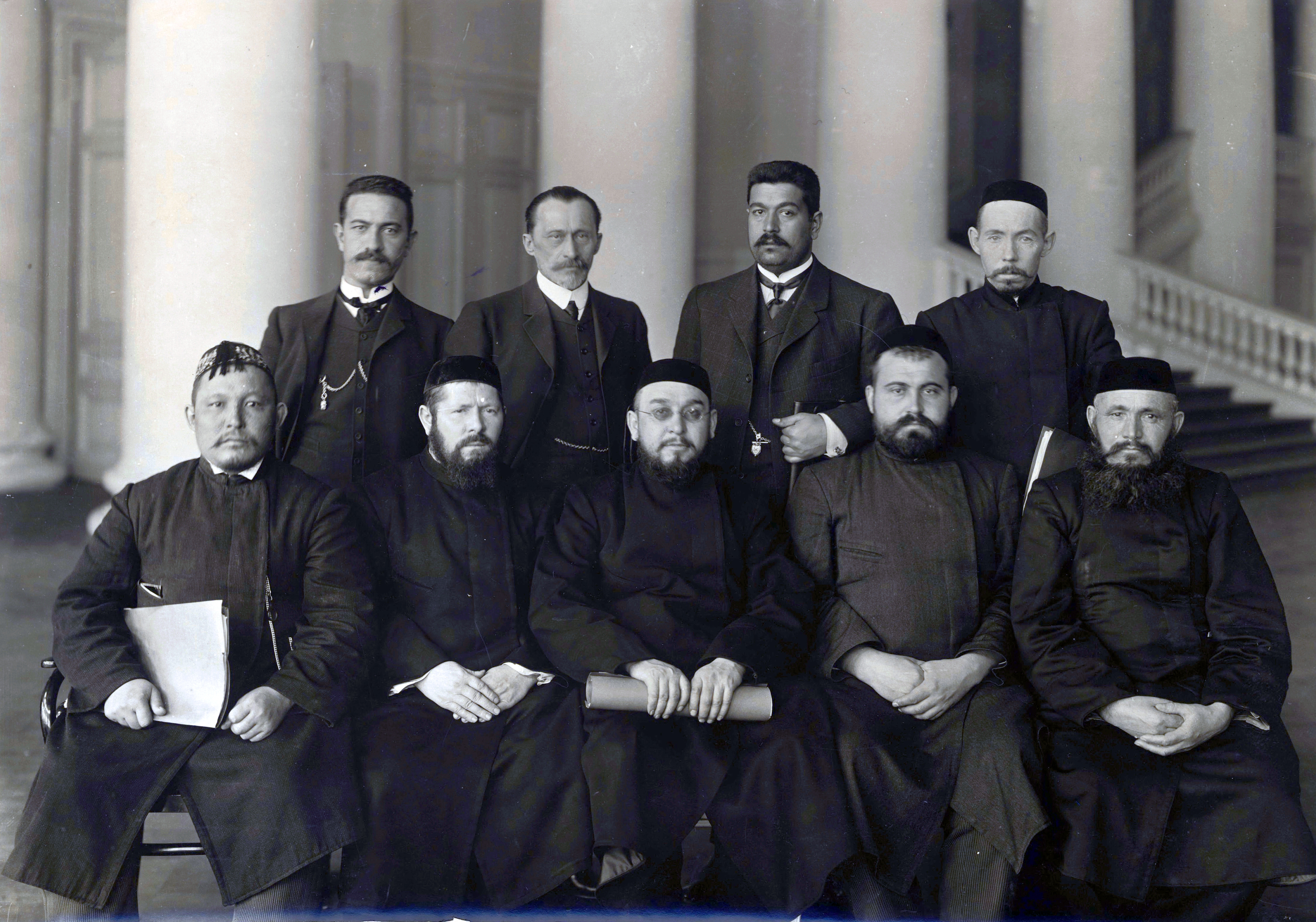
Группа депутатов Мусульманской фракции  II Государственной Думы. Стоят: М. Махмудов, К. Тевкелев, З. Зейналов, Г. Бадамшин; сидят: Ш. Кощегулов, М. Хасанов, Х. Усманов, Х. Атласов, Г. Мусин
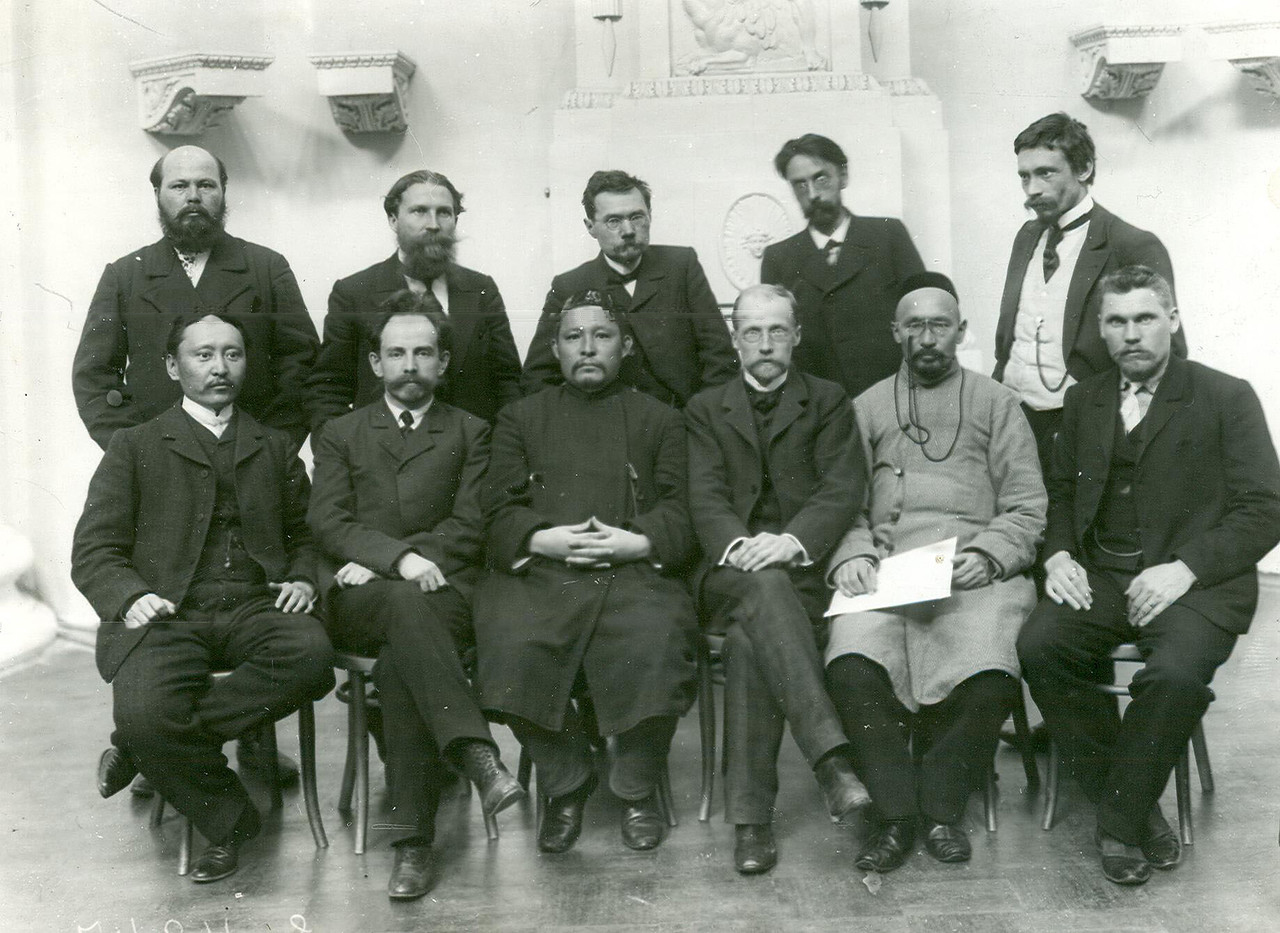
Сибирская группа во 2-й Государственной Думе: слева направо, сидят: А. К. Беренжанов, А. К. Виноградов, Ш. Кощегулов, И. П. Лаптев, Т. Т. Нороконев, Т. В. Алексеев; стоят: Ф. И. Байдаков, И. Ф. Голованов, Н. Л. Скалозубов, Н. Я. Коншин,  В. В. Колокольников